# خوآن کارلوس اونتی
خوآن کارلوس اوِنتی (به اسپانیایی: Juan Carlos Onetti)؛ (زاده ۱۹۰۹ - درگذشته ۱۹۹۴) رمان‌نویس و روزنامه‌نگار اهل اوروگوئه و برنده جایزه سروانتس در سال ۱۹۸۰ است. 